# Meggle Group
Die Meggle Group GmbH ist eine Milch und Molke verarbeitende Unternehmensgruppe mit Sitz in Wasserburg am Inn.

## Gründung
Die Ursprünge des Unternehmens gehen auf eine 1882 in Wasserburg am Inn von Josef Anton Meggle gegründete Molkerei zurück. Nach kleinen Anfängen wurde 1886 in Dresden eine Käseverkaufsstelle eingerichtet. Bald darauf wurde das Unternehmen jedoch aufgrund einer Fehlspekulation von Josef Meggles Bruder insolvent.
Am 18. März 1887 begann Josef Anton von Neuem und richtete eine Käserei auf dem Guck-Hof in Attel ein. Dies gilt als Gründungsdatum des Unternehmens.

## Unternehmen

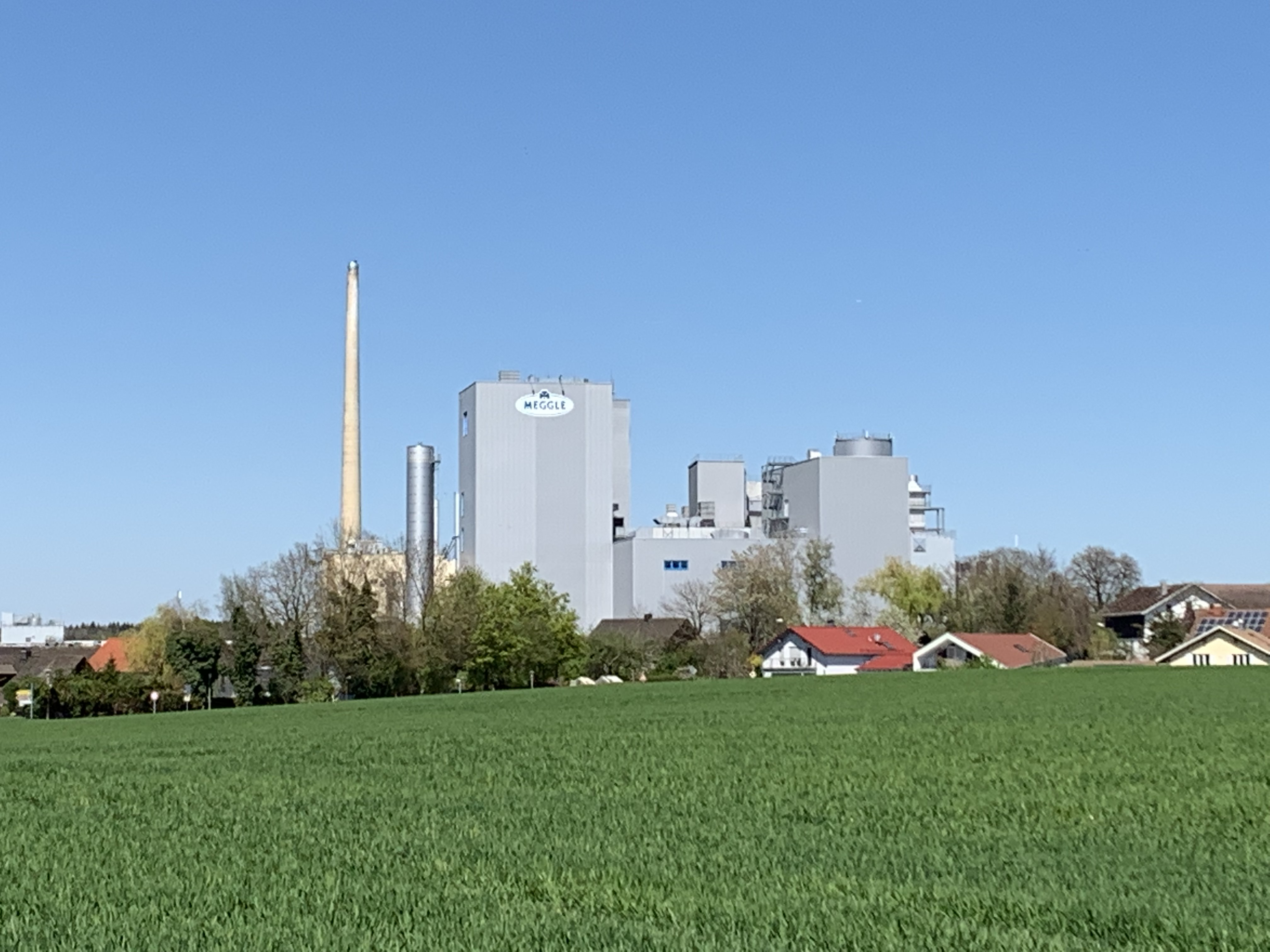
Produktionsstandort Reitmehring

Neben dem Stammsitz in Wasserburg am Inn werden an zwei weiteren deutschen Standorten Lebensmittel hergestellt. In Altusried im Allgäu sitzt der Käsehersteller Meggle Cheese. In Gebesee in Thüringen werden bei Meggle Bakery gefüllte Backwaren hergestellt. Außerhalb Deutschlands werden noch an drei weiteren Produktionsstätten in Mittel- und Osteuropa lokale Milch-, Käse-, Sahne- und Joghurtprodukte für die regionalen Märkte hergestellt. Die Vertriebsniederlassungen erstrecken sich über den Kernmarkt Europa auf Nord- und Südamerika und Asien.
Das Unternehmen wurde bis 2020 als Aktiengesellschaft geführt, bevor es in eine GmbH umgewandelt wurde. Alleinige Gesellschafterin ist die Toni-Meggle-Stiftung, in die der vormalige Alleinaktionär Johann Anton ("Toni") Meggle seine Aktien 2019 eingebracht hatte. Meggle gab an, dass die Satzung der Stiftung einen Verkauf der Beteiligung ausschließe. Auf diese Weise wolle er sicherstellen, dass die Meggle Group langfristig als mittelständisches Unternehmen erhalten bleibe.

## Produkthistorie
Der Durchbruch für Meggle und gleichzeitig die Geburtsstunde der Portionsbutter war der Eucharistische Weltkongress im Sommer 1960 in München. Für die Verpflegung der 500.000 internationalen Teilnehmer während der einwöchigen Veranstaltung wurde die Versorgung mit Butter ausgeschrieben. Meggle entwickelte die Portionsbutter. So begründete Meggle eine neue Produktkategorie. In den folgenden Jahren fand eine Ausweitung der Produktion statt.
Für die entwickelte Kräuterbutter konnte Meggle den lebensmittelrechtlichen Eintrag der Kategorie Butterzubereitungen bei der Deutschen Streichfettverordnung durchsetzen. Bis dato gab es keine gesetzliche Kategorie, in die sich die Kräuterbutter hätte einordnen lassen. Heute umfasst das Sortiment Butterzubereitungen sowie Butterspezialitäten wie Kräuter-, Knoblauch-, Frühlingskräuter-, Röstzwiebel-, Trüffelbutter und verschiedene Varianten, die saisonal angeboten werden. Seit 2021 werden auch vegane Produkte angeboten.
1995 erweiterte Meggle sein Sortiment um die Produktkategorie Baguettes. Inzwischen umfasst das Sortiment verschiedene gekühlte Baguettes.
Meggle Business Unit Excipients entwickelt und vertreibt Meggle lactosehaltige Ausgangsstoffe für die Pharmaindustrie. Die Meggle Business Unit Food Ingredients entwickelt, produziert und vertreibt Produkte für die weiterverarbeitende Lebensmittelindustrie. Die Meggle Business Unit Feed Ingredients stellt teilentzuckertes Molkenpulver für die Futtermittelindustrie her.

## Markenzeichen

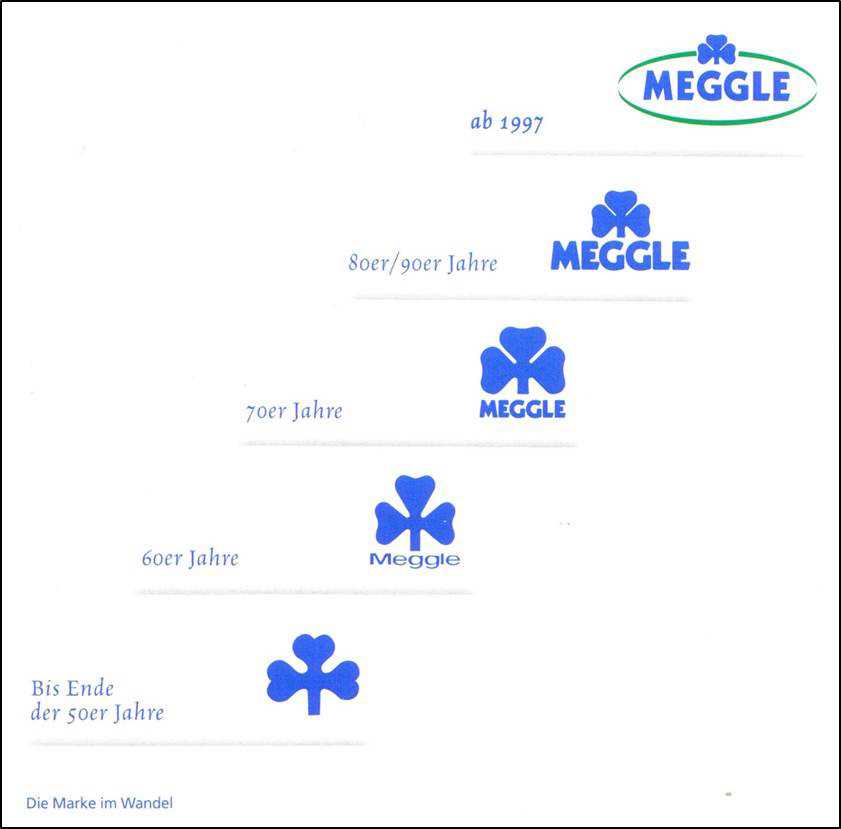
Meggle Logo-Historie

Das Kleeblatt wurde als Markenzeichen 1951 beim Deutschen Patent- und Markenamt als Bildmarke angemeldet. Der Eintrag als Bild- und Wortmarke erfolgte 1971. Einigen Dokumenten nach gab es das Firmenzeichen bereits in den 1930er Jahren.